# Adrian Mrowiec
Adrian Mrowiec (ur. 1 grudnia 1983 w Wałbrzychu) – polski piłkarz, który występował na pozycji obrońcy.

## Kariera
Adrian Mrowiec rozpoczął grę w piłkę nożną w Górniku Wałbrzych. Następnie przeniósł się do Szkoły Mistrzostwa Sportowego we Wrocławiu, skąd w sezonie 1999/2000 trafił do Wisły Kraków.
W sezonie 2000/2001 przeszedł z drużyny juniorskiej do zespołu rezerw Wisły Kraków. Z Wisły został wypożyczony na pół roku do Szczakowianki. Po powrocie do Wisły trafił z powrotem do rezerw. Jesienią sezonu 2003/04 znalazł się w kadrze pierwszej drużyny jednak nie zagrał ani minuty w oficjalnym spotkaniu. Przed rundą wiosenną został wypożyczony na pół roku do trzecioligowej Proszowianki Proszowice.
W 2005 roku przeszedł do drużyny ze stolicy Litwy, FC Vilnius. W sezonie 2006 wystąpił w 22 meczach.
W 2007 roku Adrian Mrowiec przeszedł do FBK Kaunas. W tym sezonie zagrał w 20 meczach zdobywając Mistrzostwo Litwy. W sezonie 2008 wystąpił w 14 pojedynkach i strzelił jedną bramkę. Zdobył również Puchar Litwy.
W 2008 roku Adrian Mrowiec na zasadzie wypożyczenia przeniósł się do szkockiego Heart of Midlothian FC, w którym w lidze rozegrał 10 meczów.
30 lipca 2009 roku został wypożyczony do Arki Gdynia na rok, z możliwością transferu definitywnego. Następnego dnia zadebiutował w polskiej Ekstraklasie, kiedy to zagrał przez 90 minut w przegranym 1:2 spotkaniu z Lechią Gdańsk. W rundzie jesiennej wystąpił w 16 ligowych pojedynkach.